# David Ireland
David Neil Ireland AM (* 27. August 1927 im Sydneyer Vorort Lakemba, New South Wales; † 26. Juli 2022) war ein australischer Schriftsteller.
Irelands Werk ist beeinflusst durch Laurence Sterne und Joaquim Maria Machado de Assis. Er bricht seine Romane in lose verknüpfte Sequenzen auf. Seine einfühlend geschilderten Romanfiguren spiegeln die vergebliche Sinnsuche des Individuums in einer inhumanen Industriegesellschaft.
Er erhielt dreimal den Miles Franklin Award, 1971 für The Unknown Industrial Prisoner, 1976 für The Glass Canoe und 1979 für A Woman of the Future. 1981 wurde er zum Member des Order of Australia ernannt.

## Werke (Auswahl)
- The Chantic Bird (1968)
- The Unknown Industrial Prisoner (1971)
- The Flesheaters (1972)1
- Burn (1974)
- The Glass Canoe (1976)
- A Woman of the Future (1979)
- City of Women (1981)
- Bloodfather (1987)
- The Chosen (1997)
- The World Repair Video Game (2015)